# Triphosa inca
Triphosa inca là một loài bướm đêm trong họ Geometridae.